# كومان كوليبالي
كومان كوليبالي (بالفرنسية: Koman Coulibaly)‏، من مواليد 4 يوليو 1970، حكم كرة قدم مالي دولي منذ عام 1999.
و قد حكم في كأس الأمم الأفريقية لكرة القدم 2004 وكأس الأمم الأفريقية لكرة القدم 2006 وكأس الأمم الأفريقية لكرة القدم 2008.
واختاره الكاف للتحكيم في بطولات كأس الأمم الإفريقية في 2004 في تونس و2006 في مصر و2008 في غانا قبل أن ينضم لمن أداروا بطولة 2010 في أنغولا، ,قام بتحكيم مباراة مصر وغانا في نهائى كأس أمم أفريقيا 31/1/2010.كما أنه سيشارك في مونديال جنوب إفريقيا 2010

## روابط خارجية
- كومان كوليبالي على موقع Soccerway.com (الإنجليزية)